# Cosa Rosa
Cosa Rosa war in den 1980er Jahren ein Musikprojekt der Songschreiberin, Sängerin und Keyboarderin Rosemarie Precht und des Musikproduzenten und Keyboarders Reinhold Heil. Es erschienen drei Alben, die dem Genre des Synthiepop zugerechnet werden.

## Geschichte
Precht und Heil lernten sich über die Arbeit mit Spliff und Ulla Meinecke kennen und wurden ein Paar. Prechts Kompositionen wurden gemeinsam arrangiert und mittels Synthesizer und Rhythmusmaschinen umgesetzt. Mit dem Bandnamen Cosa Rosa wurde in der Öffentlichkeit überwiegend Rosemarie Precht identifiziert, die die herausgehobene Position als Sängerin vertrat.
Das erste Album Traumstation erschien 1983. Die LP und die ausgekoppelten Singles Im freien Fall und Rosa auf Hawaii fanden positive Resonanz. 1985 erschien Kein Zufall, ebenfalls bei CBS Records. Am Album wirkten Peter Weihe (Gitarre), Curt Cress (Schlagzeug) und George Kochbeck (Background-Gesang) mit. Es erreichte Platz 40 der LP-Charts. Es wurde u. a. die Single Millionenmal ausgekoppelt und viel im Radio gespielt. 1986 erschien das dritte Album Cosa Rosa. Rosemarie Precht erkrankte 1987 an Magenkrebs; sie starb 1991.

## Diskografie
Studioalben
- 1983: Traumstation (Columbia/Sony)
- 1985: Kein Zufall (Columbia/Sony)
- 1986: Cosa Rosa (Columbia/Sony)

Kompilationen
- 2006: Millionenmal (Sony BMG)

EPs
- 1986: Cosa Rosa

Singles
- 1983: Rosa auf Hawaii
- 1983: Im freien Fall
- 1984: Gefühle
- 1985: Millionenmal
- 1985: Riesenrad
- 1985: In meinen Armen
- 1986: Puppe kaputt
- 1987: Was ich will